# Anni 660 a.C.
Gli anni 660 a.C. sono il decennio che comprende gli anni dal 669 a.C. al 660 a.C. inclusi.

## Eventi, invenzioni e scoperte
- 660 a.C. - Secondo la leggenda, fondazione dell'impero giapponese da parte di Jinmu
- 663 a.C. - Fondazione di Akrai, sub-colonia greca di Siracusa

## Personaggi
- Assurbanipal, re degli Assiri

## Morti
- Esarhaddon, re assiro664 a.C.
- Necao I, sovrano libico
- Taharqa, faraone egizio